# Brczko
Brczko (bośn., chor. Brčko, serb. Брчко) – miasto w północnej Bośni i Hercegowinie, siedziba Dystryktu Brczko. Leży przy ujściu rzeki Brki do Sawy. W 2013 roku liczyło 39 893 mieszkańców, z czego większość stanowili Serbowie.
Stanowi ośrodek przemysłu (gorzelnie) i handlu w regionie sadowniczym (śliwy).

## Ludzie związani z Brczko
- Lepa Brena, piosenkarka
- Edvin Kanka Ćudić, obrońca praw człowieka
- Edo Maajka, piosenkarz
- Vesna Pisarović, piosenkarka
- Anton Maglica, chorwacki piłkarz
- Mladen Petrić, chorwacki piłkarz